# Independent Spirit Awards 1997
La cerimonia di premiazione della 12ª edizione degli Independent Spirit Awards si è svolta il 22 marzo 1997 sulla spiaggia di Santa Monica, California ed è stata presentata da Samuel L. Jackson. Jodie Foster e Ossie Davis sono stati i presidenti onorari. Mike Leigh ha pronunciato il keynote address.
A partire da questa edizione è stato introdotto il Truer Than Fiction Award.

## Vincitori e candidati
I vincitori sono indicati in grassetto, a seguire gli altri candidati.

### Miglior film
- Fargo, regia di Joel Coen
- Dead Man, regia di Jim Jarmusch
- Fratelli (The Funeral), regia di Abel Ferrara
- Stella solitaria (Lone Star), regia di John Sayles
- Fuga dalla scuola media (Welcome to the Dollhouse), regia di Todd Solondz

### Miglior attore protagonista
- William H. Macy -  Fargo
- Tony Shalhoub - Big Night
- Stanley Tucci - Big Night
- Chris Penn - Fratelli (The Funeral)
- Chris Cooper - Stella solitaria (Lone Star)

### Miglior attrice protagonista
- Frances McDormand - Fargo
- Maria Conchita Alonso - Caught
- Scarlett Johansson - Manny & Lo
- Catherine Keener - Parlando e sparlando (Walking and Talking)
- Renée Zellweger - Il mondo intero (The Whole Wide World)

### Miglior regista
- Joel Coen - Fargo
- Robert M. Young - Caught
- David O. Russell - Amori e disastri (Flirting with Disaster)
- Abel Ferrara - Fratelli (The Funeral)
- Todd Solondz - Fuga dalla scuola media (Welcome to the Dollhouse)

### Miglior fotografia
- Roger Deakins - Fargo
- Bill Pope - Bound - Torbido inganno (Bound)
- Rob Sweeney - Color of a Brisk and Leaping Day
- Robby Müller - Dead Man
- Ken Kelsch - Fratelli (The Funeral)

### Miglior sceneggiatura
- Joel Coen ed Ethan Coen - Fargo
- Jim Jarmusch - Dead Man
- David O. Russell - Amori e disastri (Flirting with Disaster)
- Nicholas St. John - Fratelli (The Funeral)
- John Sayles - Stella solitaria (Lone Star)

### Miglior attore non protagonista
- Benicio del Toro - Basquiat
- Gary Farmer - Dead Man
- Richard Jenkins - Amori e disastri (Flirting with Disaster)
- Kevin Corrigan - Parlando e sparlando (Walking and Talking)
- Matthew Faber - Fuga dalla scuola media (Welcome to the Dollhouse)

### Miglior attrice non protagonista
- Elizabeth Peña - Stella solitaria (Lone Star)
- Lily Tomlin - Amori e disastri (Flirting with Disaster)
- Lili Taylor - Ragazze di città (Girls Town)
- Mary Kay Place - Manny & Lo
- Queen Latifah - Set It Off - Farsi notare

### Miglior film d'esordio
- Lama tagliente (Sling Blade), regia di Billy Bob Thornton
- Big Night, regia di Campbell Scott e Stanley Tucci
- Ho sparato a Andy Warhol (I Shot Andy Warhol), regia di Mary Harron
- Manny & Lo, regia di Lisa Krueger
- Mosche da bar (Trees Lounge), regia di Steve Buscemi

### Miglior sceneggiatura d'esordio
- Joseph Tropiano e Stanley Tucci - Big Night
- Suzan-Lori Parks - Girl 6 - Sesso in linea (Girl 6)
- Lisa Krueger - Manny & Lo
- Steve Buscemi - Mosche da bar (Trees Lounge)
- Michael Scott Myers - Il mondo intero (The Whole Wide World)

### Miglior performance di debutto
- Heather Matarazzo - Fuga dalla scuola media (Welcome to the Dollhouse)
- Jeffrey Wright - Basquiat
- Jena Malone - Bastard Out of Carolina
- Arie Verveen - Caught
- Brendan Sexton III - Fuga dalla scuola media (Welcome to the Dollhouse)

### Miglior film straniero
- Segreti e bugie (Secrets & Lies), regia di Mike Leigh
- Le onde del destino (Breaking the Waves), regia di Lars von Trier
- Hong Kong Express (Chung Hing sam lam), regia di Wong Kar-wai
- Lamerica, regia di Gianni Amelio
- Trainspotting, regia di Danny Boyle

### Truer Than Fiction Award
- Leon Gast - Quando eravamo re (When We Were Kings)
- Steven Ascher e Jeanne Jordan - The American Experience - Troublesome Creek: A Midwestern
- Rob Epstein e Jeffrey Friedman - Lo schermo velato (The Celluloid Closet)
- Al Pacino - Riccardo III - un uomo, un re (Looking for Richard)
- Joe Berlinger e Bruce Sinofsky - Paradise Lost: The Child Murders at Robin Hood Hills

### Someone to Watch Award
- Larry Fessenden - Habit
- Joe Brewster
- Chris Smith